# Aspergillus homomorphus
Aspergillus homomorphus är en svampart som beskrevs av Steiman, Guiraud, Sage & Seigle-Mur. ex Samson & Frisvad 2004. Aspergillus homomorphus ingår i släktet Aspergillus och familjen Trichocomaceae.   Inga underarter finns listade i Catalogue of Life.